# 阿戈讷地区博蒙
阿戈讷地区博蒙（法語：Beaumont-en-Argonne，法語發音：[bomɔ̃ ɑ̃.n‿aʁɡɔn]），或纯音译作博蒙昂纳尔戈讷，是法国大东部大区阿登省的一个市镇，属于色当区。

## 地理
阿戈讷地区博蒙（49°32'18"N, 5°3'27"E）面积31.05 平方千米，位于法国大東部大區阿登省，该省份为法国北部内陆省份，西接埃纳省，南至马恩省，东临默兹省，北与比利时接壤。
与阿戈讷地区博蒙接壤的市镇（或旧市镇、城区）包括：贝尔瓦尔布瓦德达姆、拉贝利耶尔、拉伯萨斯、莱塔讷、圣皮埃尔蒙、索莫特、沃昂迪约莱、永克、默兹河畔拉讷维尔、穆宗。

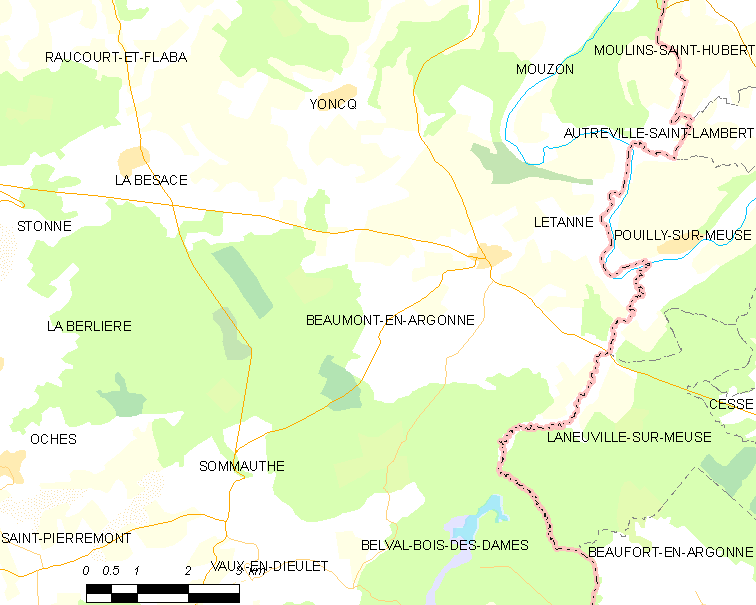
阿戈讷地区博蒙的OSM定位图

阿戈讷地区博蒙的时区为UTC+01:00、UTC+02:00（夏令时）。

## 行政
阿戈讷地区博蒙的邮政编码为08210，INSEE市镇编码为08055。

## 政治
阿戈讷地区博蒙所属的省级选区为卡里尼昂县。

## 人口

1962-2008年间阿戈讷地区博蒙人口变化图示

阿戈讷地区博蒙于2022年1月1日时的人口数量为422人。